# Marcin Mielczarek
Marcin Mielczarek (ur. 3 lipca 1975 w Łasku) – polski artysta rzeźbiarz, pedagog.
Studia magisterskie ukończył w Akademii Sztuk Pięknych im. Władysława Strzemińskiego w Łodzi otrzymując dyplom w pracowni Michała Gałkiewicza. Stopień doktora uzyskał na Wydziale Rzeźby Akademii Sztuk Pięknych im. Jana Matejki w Krakowie. Od 2013 pracuje w łódzkiej ASP, aktualnie w Instytucie Animacji i Gier, gdzie prowadzi zajęcia z kreacji modelu rzeźbiarskiego. Od 2016 do 2019 roku pełnił funkcję dziekana Wydziału Rzeźby i Działań Interaktywnych.
Żyje i tworzy w Łodzi. Jest autorem wielu rzeźb w przestrzeni publicznej.

## Realizacje w przestrzeni publicznej
- 2009 – Zdroje w Łodzi – rzeźby zdobiące ujęcia wody na ulicy Piotrkowskiej w Łodzi, stworzone wraz z Magdaleną Walczak[2]
- 2009–2018 – Łódź Bajkowa – cykl rzeźb stworzonych wraz z Magdaleną Walczak, tworzący szlak turystyczny. Cykl zawiera:
  - Pomnik Misia Uszatka (2009)
  - Rzeźba Małego Pingwina Pik-Poka (2010)
  - Dziwny świat Kota Filemona i Bonifacego (2011)
  - Rzeźba bohaterów filmu Zaczarowany ołówek (2011)
  - Plastuś (2012)
  - Trzy Misie (2012)
  - Wróbelek Ćwirek (2013)
  - Maurycy i Hawranek (2013)[3]
  - Ferdynand Wspaniały (2015)
  - Miś Colargol (2018)
- 2010 – Pomnik Fryderyka Chopina w Żychlinie[2]
- 2010 – Rzeźba upamiętniająca Krystynę Kondratiuk w Centralnym Muzeum Włókiennictwa w Łodzi
- 2014 – Pomnik Psa przed Teatrem Nowym w Łodzi[4]
- 2016 – Popiersie księdza Teodora Kwarto w Grocholicach[5]
- 2017 – Pomnik Legionisty w Parku im. Legionów w Łodzi
- 2018 – Popiersie gen. bryg. dr. med. Stefana Hubickiego, Wojskowe Centrum Kształcenia Medycznego w Łodzi
- 2021 – Miniaturowy pomnik Jacka Chmielnika w roli Olgierda Jedliny z filmu „Kingsajz”, Łódź, ul. Wólczańska 17 (współautorstwo rzeźby – Magdalena Walczak)
- 2021 – Pomnik Haliny Szwarc, Muzeum Tradycji Niepodległościowych w Łodzi
- 2021 – Pomnik Abrama Koplowicza, Centrum Dialogu im. Marka Edelmana w Łodzi (współautorstwo rzeźby – Magdalena Walczak)
- 2022 – Trepki – rzeźby z cyklu „Kindermuster”, stworzone dla Muzeum Dzieci Polskich – Ofiar Totalitaryzmu (Łódź). Rzeźby znajdują się na terenie dawnego niemieckiego obozu koncentracyjnego dla dzieci polskich przy ulicy Przemysłowej w Łodzi.
- 2023 – Plastusiowa ławeczka – pomnik Marii Kownackiej przed siedzibą Urzędu Miejskiego w Łomiankach (współautorstwo rzeźby – Magdalena Walczak)